# Euphorbia granulata
Euphorbia granulata är en törelväxtart som beskrevs av Peter Forsskål. Euphorbia granulata ingår i släktet törlar, och familjen törelväxter. Utöver nominatformen finns också underarten E. g. turcomanica.